# Hanns Peter Zwißler

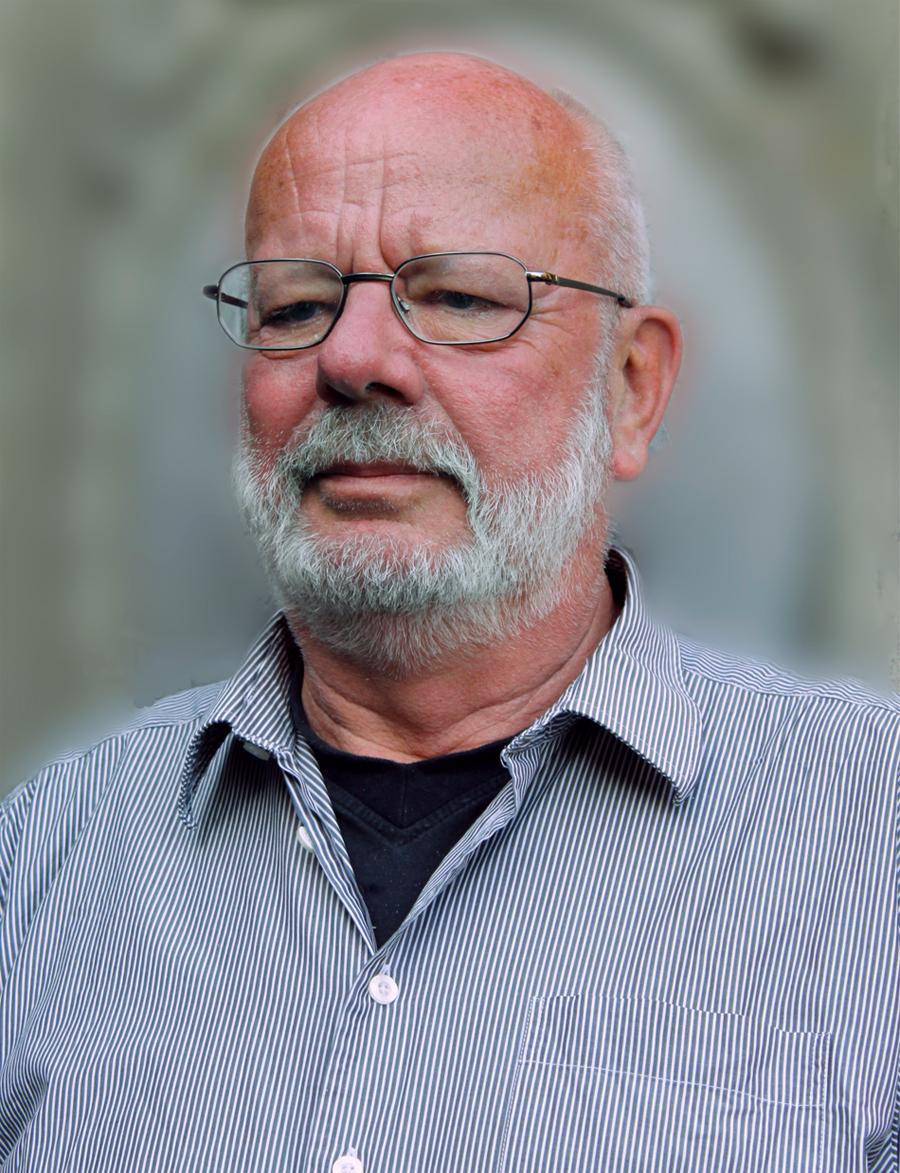
Hanns Peter Zwißler (2014)

Hanns Peter Zwißler (* 1946 in Sonthofen/Allgäu) ist ein deutscher Schriftsteller. Er lebt in Schweinfurt.

## Leben
Zwißler machte 1966 in Oberstdorf das Abitur. Er studierte an der Universität Würzburg Geschichte, Germanistik und Politik. Von 1973 an war er Gymnasiallehrer in Naila, Fürth und am Celtis-Gymnasium in Schweinfurt, zuletzt als stellvertretender Schulleiter.
Zwißler ist Mitglied im Literarischen Forum Oberschwaben sowie in der Schweinfurter Autorengruppe (SAG), deren Mitbegründer er auch ist.
Sein Roman Die Kunst des Scharfrichters und der Nutzen des Schafotts (Autorenkreis Historischer Roman Quo Vadis) war nominiert für den Sir Walter Scott Preis 2012, ausgeschrieben für herausragende historische Romane deutscher Sprache der Erscheinungsjahre 2010 und 2011. Unter den 162 Einreichungen setzte die Jury den Roman auf die Shortlist der zehn für den Preis vorgeschlagenen Romane.
Zwißler ist Mitglied im VS Bayern.

## Kritik
- Zum Roman Witwerverbrennung (2013): „Das ist ein böser Roman über die existentielle Krise heutiger Menschen, die es nicht gelernt haben, Schönheit und Tiefe des Lebens als solche zu erleben – und zu genießen. Die Verzweifelten der letzten Jahrhundertwende also, die sich gerne von ihren Lieben grillen lassen.“[1]
- Zum Roman Das Rascheln des Glücks (2014): „Diese Ästhetik von der Unfähigkeit, die Zwißler souverän entwickelt, zeichnet ein Bild vom Zustand einer Behörde, das wir alle zur Genüge kennen. Da er als Romanautor fiktiv arbeitet, kann er es sich leisten, die Personen zu benennen (…) Und das tut er genüßlich.(…) Dieses Gesamtdokument der Unfähigkeit und Korruption, die sich des Amtes zur Korruptionsbekämpfung bemächtigt, bleibt merkwürdig starr (…) und vom leisen Kitsch unechter Beziehungen (…) überzogen.“[2]
- Das Schweinfurter Tagblatt über Blitzeis: „Dieser spielerische, ironisch distanzierte Tonfall zieht sich durch alle Geschichten. Sie sind über 25 Jahre entstanden (...).“[3]
- Über die Sammlung von Erzählungen Blitzeis heißt es: „Diese 21 Stücke (...) sind im Buch zusammengefügt, als wären sie in einem Jahr geschrieben; sie sind (...) wie aus einem Guss.(...) Die Stücke sind jedenfalls wunderbar zu lesen, weil sie von einer gnadenlosen Heiterkeit durchdrungen sind.“[4]

## Veröffentlichungen
- Lisa Du schwarze Zypresse. Novelle. Aachen 1995, ISBN 3-89514-043-0.
- Der Bröll. Roman. 2. Auflage. Edition Isele, Eggingen 1999, ISBN 3-86142-111-9; Neuedition der Ausgabe von 1998: Norderstedt 2013; ISBN 978-3-7322-7850-3.
- Die winkende Katze. Roman. Reimund Meier Verlag, Schweinfurt 2007, ISBN 978-3-926300-59-1.
- Alles im Fluss. Theaterstück. Uraufführung am 10. Mai 2011 im Theater an der Disharmonie, Schweinfurt.
- Die Kunst des Scharfrichters und der Nutzen des Schafotts. Roman. Verlag Königshausen & Neumann, Würzburg 2011, ISBN 978-3-8260-4665-0.
- Kolumb. In: Wortlaut 18, Neue Lyrik und Prosa aus Franken. 24. Literaturpreis der Nürnberger Kulturläden: Die prämierten Texte; August 2012, S. 89–91.
- Witwerverbrennung. Roman. 2013, ISBN 978-3-8260-5131-9.
- Das Rascheln des Glücks. Roman. Würzburg 2014, ISBN 978-3-8260-5536-2.
- Blitzeis – Erzählungen, Würzburg 2016, ISBN 978-3-8260-5536-2.
- Rigolettos Hut, Roman, Würzburg 2018, ISBN 978-3-8260-6404-3
- Österle & Escher, Roman, Verlag Königshausen & Neumann, Würzburg 2020
- Kaczmarek Arche, Roman, Verlag Königshauses & Neumann, Würzburg 2022, ISBN 978-3-8260-7649-7